# Bürgermeisterei Velbert
Die Bürgermeisterei Velbert war im 19. Jahrhundert eine Bürgermeisterei im Kreis Mettmann und zwischenzeitlich im Kreis Elberfeld der preußischen Rheinprovinz. Ihr Gebiet gehörte ursprünglich zum alten bergischen Amt Angermund, dass 1806 unter den Franzosen aufgelöst wurde und in Kantone und Mairien unterteilt wurde. In Preußen bestand die Mairie Velbert als Bürgermeisterei Velbert fort. 

## Hintergrund und Geschichte
Das Herzogtum Berg gehörte zuletzt aufgrund von Erbfällen zum Besitz Königs Maximilian I. Joseph von Bayern. Am 15. März 1806 trat er das Herzogtum an Napoleon Bonaparte im Tausch gegen das Fürstentum Ansbach ab. Dieser übereignete das Herzogtum an seinen Schwager Joachim Murat, der es am 24. April 1806 zusammen mit den rechtsrheinischen Grafschaften Mark, Dortmund, Limburg, dem nördlichen Teil des Fürstentums Münster und weiteren Territorien zu dem Großherzogtum Berg vereinte.
Bald nach der Übernahme begann die französische Verwaltung im Großherzogtum neue und moderne Verwaltungsstrukturen nach französischem Vorbild einzuführen. Bis zum 3. August 1806 ersetzte und vereinheitlichte diese Kommunalreform die alten bergischen Ämter und Herrschaften. Sie sah die Schaffung von Départements, Arrondissements, Kantonen und Munizipalitäten (ab Ende 1808 Mairies genannt) vor und brach mit den alten Adelsvorrechten in der Kommunalverwaltung. Am 14. November 1808 war dieser Prozess nach einer Neuordnung der ersten Strukturierung von 1806 abgeschlossen, die altbergischen Honschaften blieben dabei häufig erhalten und wurden als Landgemeinden den jeweiligen Mairies eines Kantons zugeordnet. In dieser Zeit wurde die Munizipalität bzw. Mairie Velbert als Teil des Kanton Velbert im Arrondissement Düsseldorf geschaffen. 
Ihr gehörten neben der Stadt Velbert die altbergischen Honschaften Velbert (Landbezirk der Stadt), Krehwinkel, Tüschen, Oefte, Leubeck,  Hasselbeck, Isenbügel und Hetterscheid an. 
1813 zogen die Franzosen nach der Niederlage in der Völkerschlacht bei Leipzig aus dem Großherzogtum ab und es fiel ab Ende 1813 unter die provisorische Verwaltung durch Preußen im sogenannten Generalgouvernement Berg, die es 1815 durch die Beschlüsse des Wiener Kongreß endgültig zugesprochen bekamen. Mit Bildung der preußischen Provinz Jülich-Kleve-Berg 1816 wurden die vorhandenen Verwaltungsstrukturen im Großen und Ganzen zunächst beibehalten und unter Beibehaltung der französischen Grenzziehungen in preußische Landkreise, Bürgermeistereien und Gemeinden umgewandelt, die häufig bis in das 20. Jahrhundert Bestand hatten. Der Kanton Velbert ging zusammen mit Teilen der Kantone Mettmann und Elberfeld im Kreis Mettmann auf (ab 1820 Kreis Elberfeld) und aus der Mairie Velbert wurde die Bürgermeisterei Velbert.
1815/16 lebten 4.532 Einwohner in der Bürgermeisterei. Laut der Statistik und Topographie des Regierungsbezirks Düsseldorf besaß die Bürgermeisterei 1832 eine Einwohnerzahl von 5.901, die sich in 1.035 katholische, 4.846 evangelische und 20 jüdische Gemeindemitglieder aufteilten. Die Wohnplätze der Bürgermeisterei umfassten zusammen fünf Kirchen, 19 öffentliche Gebäude, 626 Wohnhäuser, elf Fabriken und Mühlen und 622 landwirtschaftliche Gebäude.
Seit 1846 bildete die Bürgermeisterei Velbert eine Gemeinde gemäß der Gemeinde-Ordnung für die Rheinprovinz vom 23. Juli 1845. Am 23. Oktober 1856 wurde der Gemeinde Velbert die Rheinische Städteordnung verliehen.
Mit dem Ausscheiden der Städte Elberfeld und Barmen als Kreisfreie Städte aus dem Kreis Elberfeld im Jahr 1861 wurde aus dem verbleibenden Teil des Kreises wieder ein Kreis Mettmann gebildet.
Das Gemeindelexikon für die Provinz Rheinland von 1888 gibt für die Bürgermeisterei und Stadt Velbert  eine Einwohnerzahl von 10.588 an (7.949 evangelischen, 2.535 katholischen, 64 sonstig christlichen und 40 jüdischen Glaubens), die in 475 Wohnplätzen mit zusammen 1.281 Wohnhäuser und 2.004 Haushaltungen lebten. Die Fläche der Bürgermeisterei (4.156 ha) unterteilte sich in 2.963 ha Ackerland, 191 ha Wiesen und 582 ha Wald.
Am 1. April 1897 wurden die alten Honschaften Hasselbeck, Hetterscheidt, Isenbügel, Leubeck, Oefte und Tüschen aus der Stadt Velbert herausgelöst und zur neuen Landgemeinde Heiligenhaus zusammengefasst, die seitdem auch eine eigene Bürgermeisterei im Kreis Mettmann bildete.